# Tor (stacja antarktyczna)
Tor – letnia stacja antarktyczna, należąca do Norwegii, położona na Ziemi Królowej Maud na Antarktydzie Wschodniej.

## Położenie i warunki
Stacja znajduje się na nunataku Svarthamaren, położonym około 150 km od krawędzi lodowca szelfowego i 100 km na wschód od całorocznej norweskiej stacji Troll. W miejscu tym znajduje się największa kolonia petreli antarktycznych na świecie, licząca około miliona osobników, w tym 250 tysięcy gniazdujących par. Towarzyszą im także petrele śnieżne i drapieżne wydrzyki antarktyczne. Klimat jest tu surowy, stacja znajduje się ponad 1600 m n.p.m. i żadne pasmo górskie nie chroni przed zimnymi wiatrami wiejącymi sponad Płaskowyżu Polarnego.

## Historia i działalność
Schronienie (baza polowa) Tor zostało założone w 1992 roku z przeznaczeniem do badań ornitologicznych. Badania dotyczą adaptacji ptaków do surowego klimatu, obejmują długoterminowe monitorowanie ich populacji oraz analizy wpływu zmian środowiska naturalnego na ptaki.